# Sturkö distrikt
Sturkö distrikt är ett distrikt i Karlskrona kommun och Blekinge län. 
Distriktet ligger sydost om Karlskrona. 

## Tidigare administrativ tillhörighet
Distriktet inrättades 2016 och utgörs av Sturkö socken och en del av det område som Karlskrona stad omfattade före i den del som före 1952 utgjorde Tjurkö socken vilken det året uppgick i staden.
Området motsvarar den omfattning Sturkö församling hade vid årsskiftet 1999/2000 och fick 1989.